# Partula protea
Partula protea foi uma espécie de gastrópodes da família Partulidae.
Foi endémica da Polinésia Francesa.